# Losse (Fluss)

Blick von Ostflanke der Söhre (am Kleinen Belgerkopf) über Eschenstruth südostwärts durch das obere Lossetal nach Hessisch Lichtenau (2006)

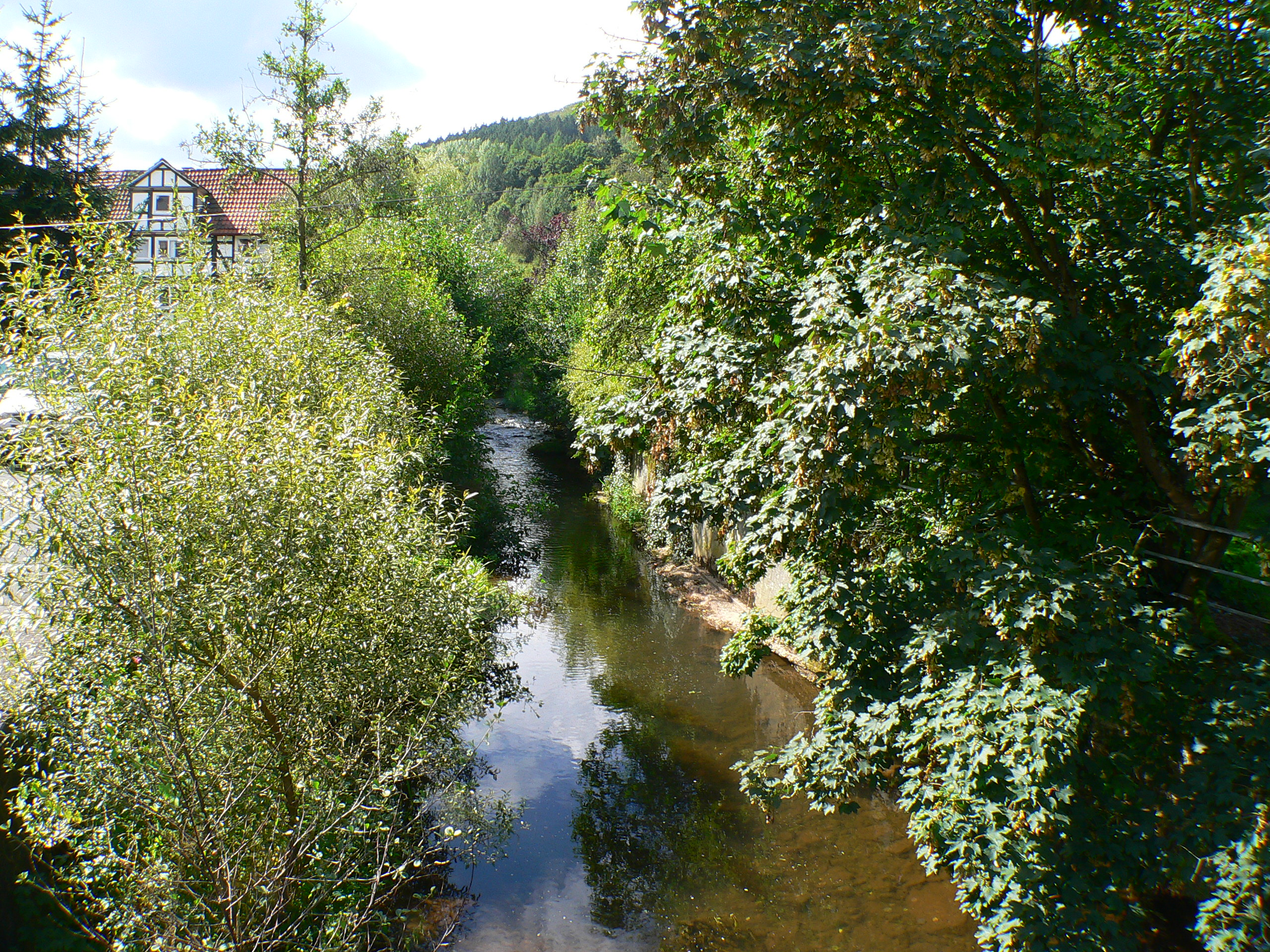
Die Losse auf ihrem Weg durch das mittlere Lossetal in Helsa

Die Losse ist ein 28,9 km langer, östlicher und rechter Zufluss der Fulda. Sie fließt im Werra-Meißner-Kreis, im Landkreis Kassel und in der kreisfreien Stadt Kassel in Nordhessen (Deutschland).

## Geographie

### Verlauf
Die Losse entspringt im Werra-Meißner-Kreis bei Hessisch Lichtenau. Ihre Quelle liegt im Geo-Naturpark Frau-Holle-Land auf dem Westhang des östlich der Kernstadt gelegenen Walbergs (429,3 m ü. NHN), einer sanft ansteigenden waldlosen Erhebung mit dem einstigen Standortübungsplatz der ehemaligen Blücher-Kaserne, wo heute auch die Bundesautobahn 44 verläuft. Rund 550 m südwestlich von dessen höchster Stelle liegt sie am Rand eines Hains auf etwa 402 m Höhe.
Anfangs fließt die Losse nordwestwärts in die Kernstadt von Hessisch Lichtenau, durch die sie erst west- und dann nordwestwärts entlang der Bundesstraße 7 und der Bahnstrecke Kassel–Waldkappel (Lossetalbahn) verläuft. Kurz darauf läuft sie, weiterhin entlang beider Verkehrsadern, nach Einmünden des Saubachs nordwestwärts durch den Hessisch Lichtenauer Stadtteil Fürstenhagen, wo der Börnchenbach zufließt.
Danach fließt die Losse zwischen dem Kaufunger Wald am rechten und der Söhre am linken Ufer in nordwestlicher Richtung in den Landkreis Kassel ein, in dem sie östlich das Helsaer Dorf Eschenstruth passiert, wo der Fingergraben und das Männerwasser einmünden. Kurz nach der Einmündung des Männerwassers unterquert der Fluss die B 7 und die Lossetalbahn; etwas unterhalb davon überquert er den Tunnel Hirschhagen der BAB 44. Etwas weiter nördlich fließt er, nach Einmünden des von Osten aus Richtung der abseitigen Eschenstruther Wohnsiedlung Waldhof kommenden Rohrgrabens, erneut unter der Bahntrasse durch. Danach erhebt sich ostsüdöstlich der Rohrberg (535,6 m) und westnordwestlich der Bielstein (527,8 m).
Dann erreicht die Losse, weiterhin nach Norden entlang der B 7 und Lossetalbahn verlaufend und die Bahnstrecke vor der Einmündung des Hergesbachs nochmals unterquerend, den Helsaer Kernort, wo von Osten kommend der Bach Wedemann und am Ortsausgang von Nordosten heranfließend der Ibach einmünden. Nach der Ibachmündung unterquert sie wieder die Bahnstrecke und fließt nordwestwärts nach Oberkaufungen, wo sie etwas nördlich gegenüber dem Lossetalstadion erst vom Lempersbach gespeist wird und kurz darauf erneut von der Bahnstrecke überbrückt ist. Hiernach verläuft die Losse etwas südlich vorbei am Steinertsee und westwärts nach Niederkaufungen, wo der Setzebach zufließt. Danach strebt das Fließgewässer nach Nordwesten, um nach zweimaligem Unterqueren der B 7 und dazwischen liegendem Einmünden des vom Mühlenberg (351,8 m) kommenden Diebachsgrabens nördlich am Kaufungener Ortsteil Papierfabrik vorbeizufließen.
Beim Unterqueren der Bundesautobahn 7 (200 m lange Brücke), wo sie den Geo-Naturpark verlässt, fließt die Losse in die kreisfreie Stadt Kassel ein. Hier durchfließt sie den Stadtteil Bettenhausen, in dem sie anfangs den nördlich gelegenen Eichwald passiert und sich allmählich von der B 7 und Lossetalbahn entfernt. Später bildet sie die Grenze von Bettenhausen zum Stadtteil Unterneustadt.
Schließlich mündet die Losse an der Stadtgrenze zu Sandershausen (Gemeindeteil von Niestetal) im Rahmen des künstlich geschaffenen und im Kasseler Gebiet liegenden Lossedeltas (siehe Absatz Geschichte – 21. Jahrhundert) auf etwa 135 m Höhe in den westlichen Weser-Quellfluss Fulda; der Mündung gegenüber liegt – jenseits der Fulda – der Kasseler Stadtteil Wolfsanger.

### Naturräumliche Zuordnung
Die Losse entspringt in der naturräumlichen Haupteinheitengruppe Osthessisches Bergland (Nr. 35), in der Haupteinheit Fulda-Werra-Bergland (357) und in der Untereinheit Witzenhausen-Altmorschener Talung (357.5) im Hessisch Lichtenauer Becken (357.51). In diesem Naturraum fließt sie bis unterhalb von Fürstenhagen. Dort wechselt der Fluss in den zur Untereinheit Kaufunger Wald und Söhre (357.7) gehörenden Naturraum Söhre (357.70) über.
Hiernach fließt die Losse von Oberkaufungen bis unterhalb von Niederkaufungen in der Untereinheit Kasseler Becken (343.3), und der Unterlauf liegt im Naturraum Kasseler Fuldaaue (343.30); beide gehören in der Haupteinheitengruppe Westhessisches Bergland (34) zur Haupteinheit Westhessische Senke (343).

### Einzugsgebiet und Zuflüsse
Das Einzugsgebiet der Losse ist 120,58 km² groß. Zu ihren Zuflüssen gehören flussabwärts betrachtet (Daten – wenn nicht anders genannt – laut im Tabellenkopf genannten Einzelnachweisen):
| Name                                                                                          | Seite  | Länge (km) | Quell-          | Mündungs-       | Mündungs- ort (Lage)   | Mü-Stat. (km) | EZG (km²) | GKZ       |
| Name                                                                                          | Seite  | Länge (km) | höhe (m ü. NHN) | höhe (m ü. NHN) | Mündungs- ort (Lage)   | Mü-Stat. (km) | EZG (km²) | GKZ       |
| --------------------------------------------------------------------------------------------- | ------ | ---------- | --------------- | --------------- | ---------------------- | ------------- | --------- | --------- |
| Bach beim Bahnhof                                                                             | rechts | 00,4       | 386             | 378             | Hessisch Lichtenau (i) | 26,95         |           | 4296-112  |
| Bach in Hessisch Lichtenau                                                                    | links  | 01,1       | 402             | 370             | Hessisch Lichtenau (i) | 26,45         |           | 4296-114  |
| Bach vom Eisenberg                                                                            | rechts | 01,1       | 419             | 364             | Hessisch Lichtenau (i) | 25,95         |           | 4296-116  |
| Kanal vom Steinbach bei Hessisch Lichtenau                                                    | rechts | 01,7       | 395             | 361             | Hessisch Lichtenau (i) | 25,7,0        |           | 4296-118  |
| Steinbach bei Hessisch Lichtenau                                                              | rechts | 02,5       | 445             | 348             | Hessisch Lichtenau (u) | 25,05         | 06,12     | 4296-12   |
| Saubach                                                                                       | links  | 02,8       | 443             | 336             | Fürstenhagen (o)       | 23,90         |           | 4296-194  |
| Börnchenbach                                                                                  | links  | 02,8       | 379             | 332             | Fürstenhagen (i)       | 23,55         | 05,97     | 4296-2    |
| Fingergraben                                                                                  | links  | 02,0       | 373             | 308             | Eschenstruth (o)       | 21,05         |           | 4296-312  |
| Männerwasser                                                                                  | links  | 03,9       | 458             | 306             | Eschenstruth (b)       | 20,90         | 05,97     | 4296-32   |
| Steinbach bei Eschenstruth                                                                    | links  | 03,3       | 425             | 302             | Eschenstruth (u)       | 20,35         |           | 4296-332  |
| Rohrgraben                                                                                    | rechts | 01,8       | 440             | 294             | Helsa-Waldhof (b)      | 19,60         |           | 4296-334  |
| Hergesbach                                                                                    | rechts | 04,3       | 430             | 274             | Helsa (o)              | 17,25         | 06,49     | 4296-34   |
| Wedemann                                                                                      | rechts | 05,1       | 525             | 250             | Helsa (i)              | 15,90         | 14,51     | 4296-4    |
| Ibach                                                                                         | rechts | 02,7       | 455             | 245             | Helsa (u)              | 15,35         | 03,01     | 4296-52   |
| Bach vom Kuhplatz                                                                             | rechts | 01,3       | 382             | 240             | Helsa (u)              | 14,10         |           | 4296-5912 |
| Bach vom Lewenbruch                                                                           | rechts | 00,8       | 345             | 233             | Oberkaufungen (o)      | 13,40         |           | 4296-5916 |
| Bach vom Krankenhaus                                                                          | rechts | 00,5       | 345             | 214             | Oberkaufungen (o)      | 12,05         |           | 4296-5992 |
| Bach von der Eduard-Dilling-Hütte                                                             | links  | 01,8       | 335             | 210             | Oberkaufungen (i)      | 11,35         |           | 4296-5996 |
| Lempersbach                                                                                   | rechts | 03,4       | 344             | 195             | Oberkaufungen (u)      | 10,35         | 06,79     | 4296-6    |
| Bach an der Auestraße                                                                         | links  | 01,7       | 262             | 189             | Niederkaufungen (o)    | 09,05         |           | 4296-72   |
| Setzebach (Setzelbach)                                                                        | links  | 05,3       | 407             | 176             | Niederkaufungen (u)    | 07,45         | 08,21     | 4296-8    |
| Bach vom Birkengrund                                                                          | links  | 01,9       | 235             | 174             | Niederkaufungen (u)    | 7,1           |           | 4296-912  |
| Diebachsgraben                                                                                | rechts | 05,1       | 306             | 169             | Papierfabrik (g)       | 06,35         |           | 4296-916  |
| Olebach                                                                                       | rechts | 02,7       | 169             | 150             | Bettenhausen (i)       | 3,8           |           | 4296-992  |
| Abkürzungen: o = oberhalb, i = im, u = unterhalb vom, b = beim, g = gegenüber dem Mündungsort |        |            |                 |                 |                        |               |           |           |

### Ortschaften
Zu den Ortschaften an bzw. unweit der Losse gehören – flussabwärts betrachtet:
| - Hessisch Lichtenau - Fürstenhagen - Helsa-Eschenstruth - Helsa-Eschenstruth/Waldhof - Helsa | - Kaufungen: - Oberkaufungen - Niederkaufungen - Papierfabrik | - Kassel - Bettenhausen - Unterneustadt - Niestetal-Sandershausen |

## Schutzgebiete
Die Quelle der Losse und ihr quellnaher Oberlauf liegen im Fauna-Flora-Habitat-Gebiet Glimmerode und Hambach bei Hessisch Lichtenau (FFH-Nr. 4824-308; 7,8271 km² groß). Zwischen Fürstenhagen und Eschenstruth läuft der Fluss durch das Landschaftsschutzgebiet (LSG) Lossetal bei Fürstenhagen (CDDA-Nr. 378524; 1956 ausgewiesen; 17,32 ha) und durch das FFH-Gebiet Lossetal bei Fürstenhagen (FFH-Nr. 4724-306; 2,7198 km²). Bei Kaufungen-Papierfabrik fließt er durch das LSG Lossewiesen bei Niederkaufungen (CDDA-Nr. 378525; 1996; 29 ha) und durch das FFH-Gebiet Lossewiesen bei Niederkaufungen (FFH-Nr. 4723-304; 16,61 ha). In Kassel läuft die Losse durch das LSG Stadt Kassel (CDDA-Nr. 378517; 1995; 19,8386 km²). Der Schlussabschnitt des Unterlaufs und die Mündung liegen im Vogelschutzgebiet Fuldaaue bei Kassel (VSG-Nr. 4722-401; 8,2893 km²).

## Galerie

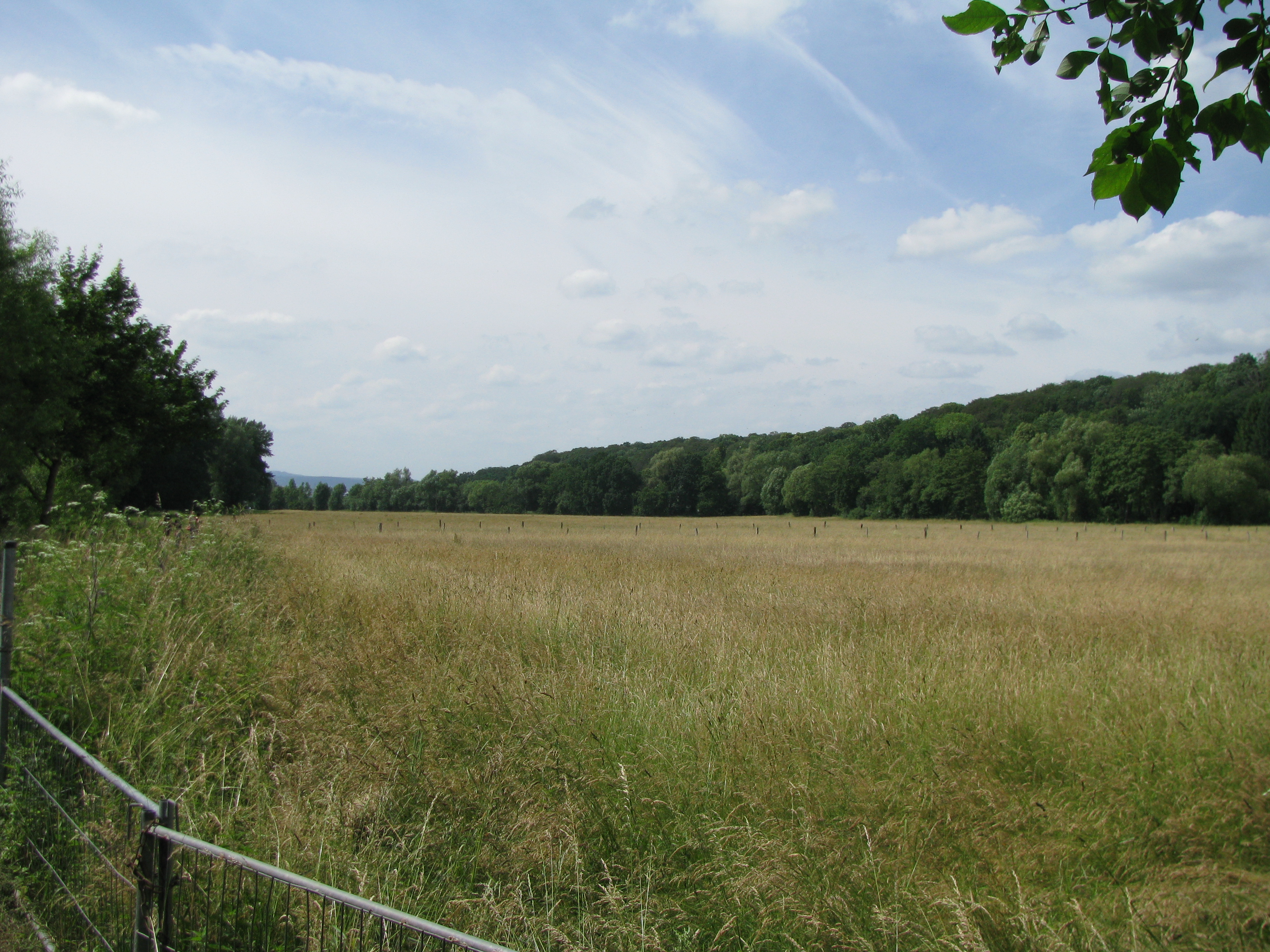
Lossetal in Kassel-Bettenhausen; rechts der Eichwald
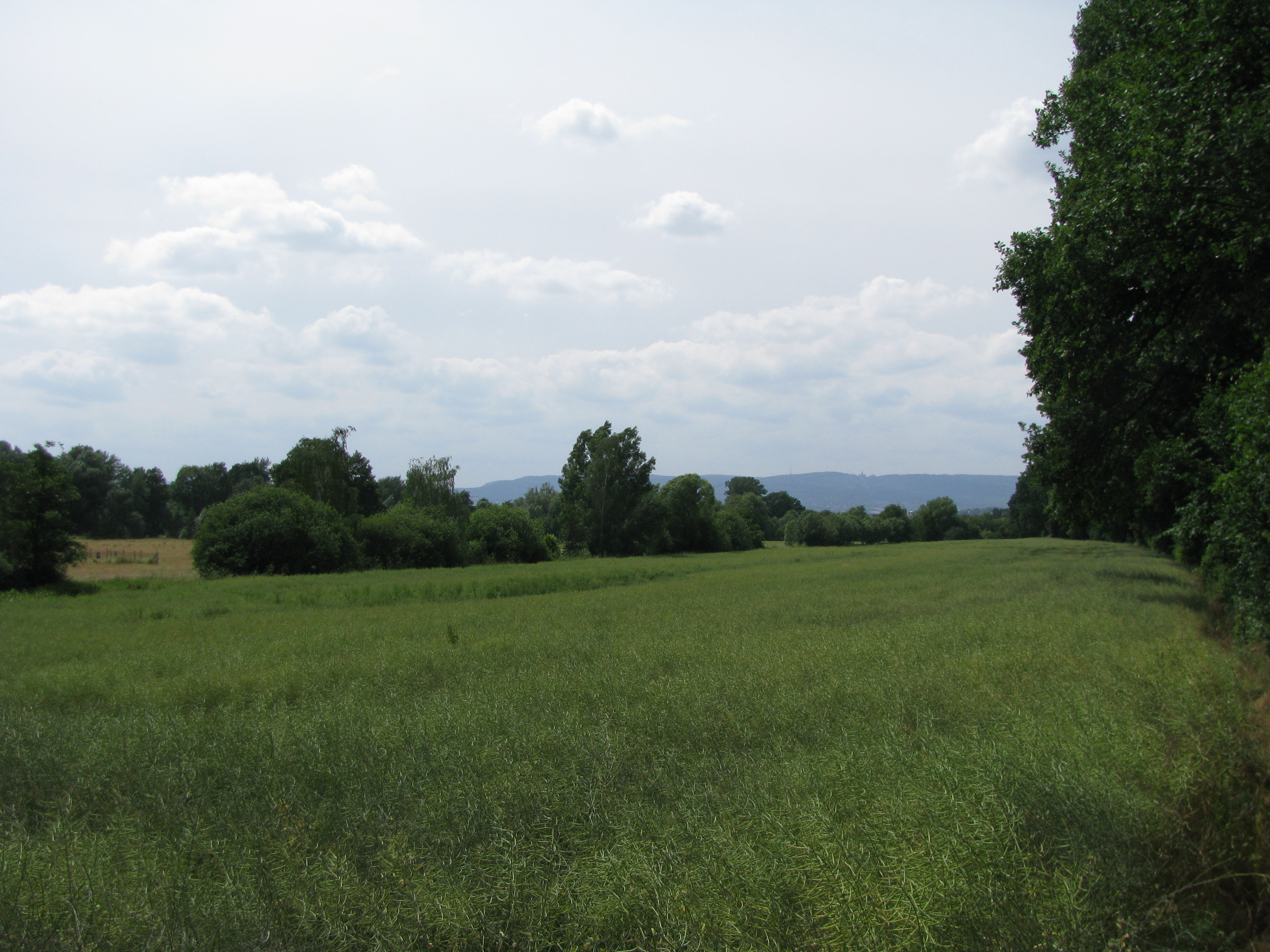
Lossetal in Bettenhausen; mit Hohem Habichtswald am Westhorizont
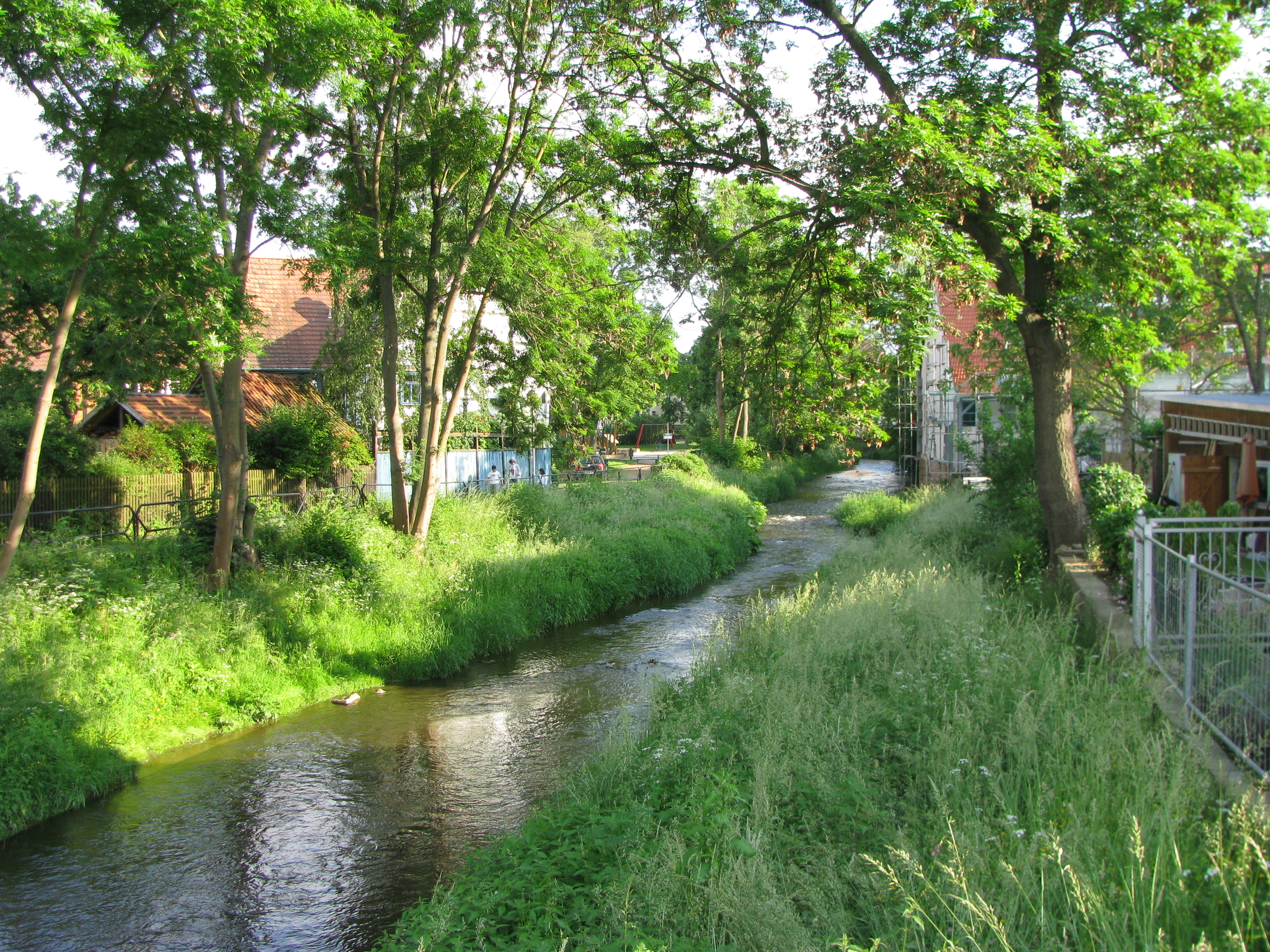
Die Losse in Bettenhausen oberhalb und …
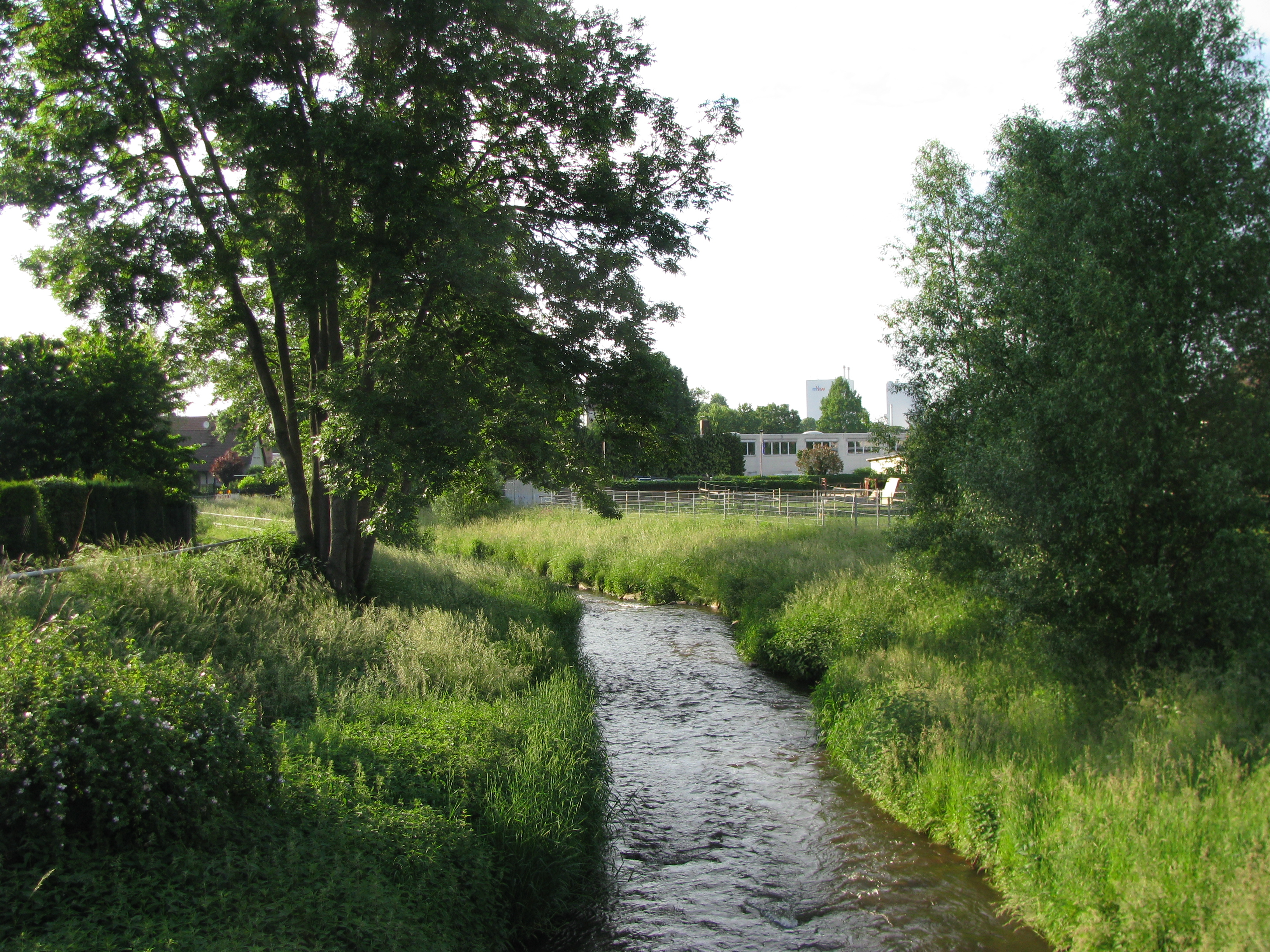
… unterhalb der Brücke der Miramstraße

## Geschichte

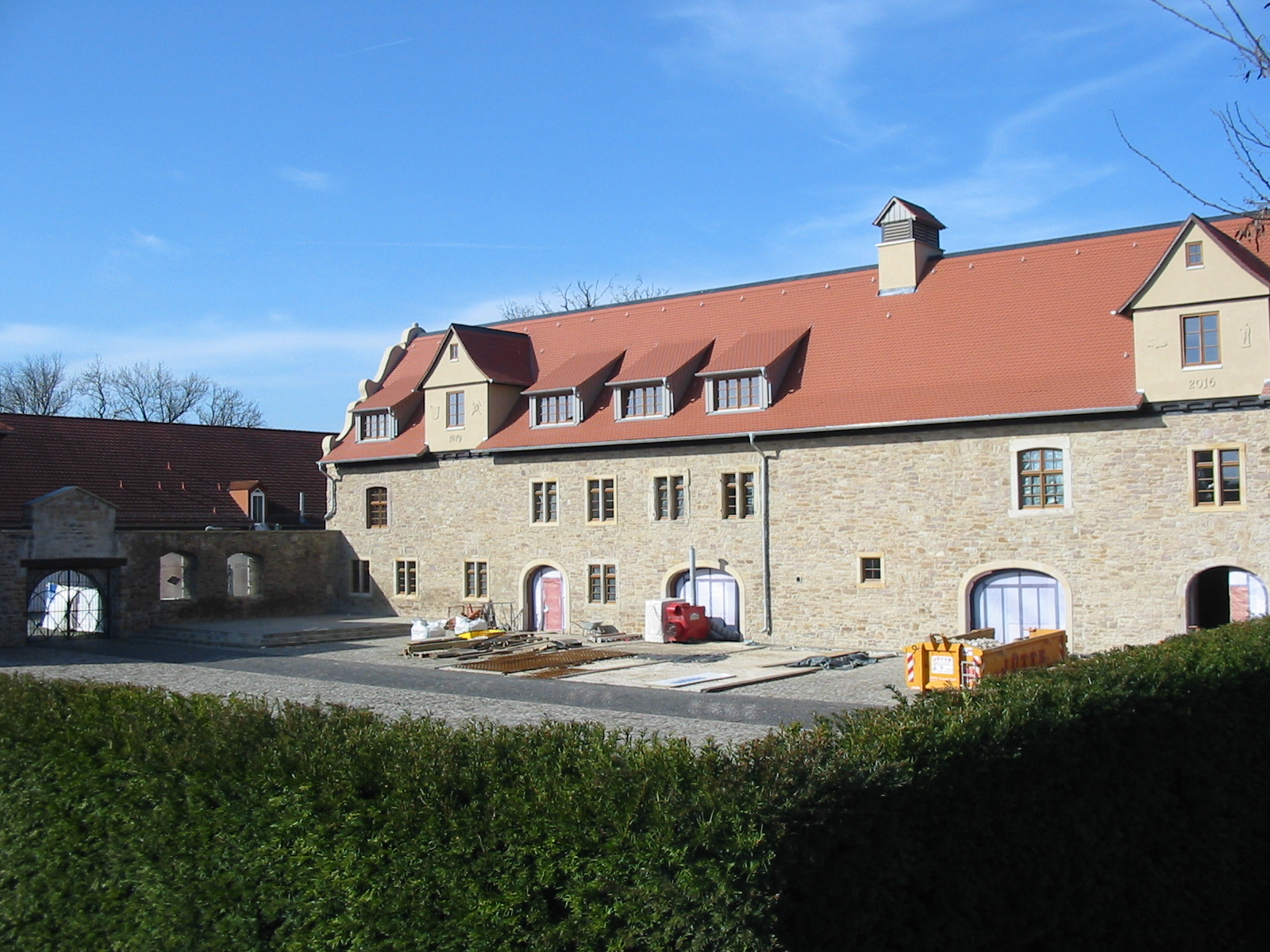
Messinghof in Kassel-Bettenhausen; Herstellungsort der Herkules-Skulptur

### Mittelalter bis Zweiter Weltkrieg
Schon im Mittelalter wurde die Wasserkraft der schnell fließenden Losse zum Antrieb zahlreicher Mühlen genutzt. Im Lauf der Zeit siedelten sich 34 Mühlenbetriebe an, allein in Bettenhausen am Mühlenkanal der Losse waren es 12. Die Mühlen waren nur zum Teil Mahlmühlen, sehr viele von ihnen waren auch oder ausschließlich Industriemühlen, die dem Antrieb von Maschinen dienten. Viele Straßennamen in den Kasseler Stadtteilen Bettenhausen und Forstfeld erinnern noch an diese Mühlen. Zu den dortigen Mühlen gehören:
- der Agathof, 1377 unter dem Namen Lachenmühle erstmals erwähnt, mit wechselnder Funktion als Mahlmühle, Edelsteinschleiferei (der Name Agat leitet sich wohl von Achat ab) und später chemischer Fabrik;
- der Eisenhammer, teilweise 1685 erbaut, erst Papiermühle, dann Sägewerk und später die Stockfabrik Rocholl;
- die Herwigsmühle (Drahtmühle, Unterer Messinghof), 1410 erstmals erwähnt, die hauptsächlich als Mahlmühle diente und in der zeitweilig die Drahtzieherei des Messinghofs untergebracht war;
- der 1680 gegründete und oberhalb des Messinghofs gelegene Kupferhammer (Oberste Drahtmühle), hier fand ein Teil der Kupferverarbeitung des Messingshofs statt;
- die 1407 erstmals erwähnte Forstmühle, der spätere Messinghof und bereits seit Mitte des 16. Jh. Messingwerk.

### Zweiter Weltkrieg bis Ende 20. Jahrhundert
Nach dem Zweiten Weltkrieg wurde die Losse begradigt, um angrenzende Acker- und Weideflächen vor Hochwassern und Abtragung der Ufer zu bewahren. Hierdurch erhöhte sich die Fließgeschwindigkeit des Wassers. Hochwasser richten besonders im flach gegliederten Unterlauf und damit in den Kasseler Stadtteilen immer wieder Schäden an (es liefen zum Beispiel Keller voll).

### 21. Jahrhundert
Anfang des 21. Jahrhunderts wurden entlang des nahezu gesamten Verlaufs der Losse umfangreiche Renaturierungsarbeiten durchgeführt, die auf einem 1998 begonnenen Konzept der Universität Kassel basieren und der Verbesserung der ökologischen Situation und auch dem Hochwasserschutz dienen; die Maßnahmen dauern teils weiterhin an.
Zwischen der zuvor genannten Unterquerung der A 7 und der Einmündung der Losse in die Fulda – und damit in Kassel – wurden im Jahr 2004 (30. August bis 21. Dezember) unter anderen der teils kanalartige, in Betonmauern eingefasste Verlauf der Losse in ein natürliches Flussbett umgewandelt und Rückzugszonen für Tiere und Pflanzen errichtet.
Zudem wurde von Ende August 2005 bis Februar 2006 der vormals kanalartig begradigte Mündungsbereich der Losse – östlich des Kasseler Hafens gelegen – durch Einbeziehung vorheriger Acker- und Wiesenflächen zum neu entstehenden Mündungsdelta Lossedelta aufgeweitet. Dazu wurden auf rund 60.000 m² Fläche nährstoffreicher Ackerboden abgetragen. Die dadurch entstandene Mulde mit etwa 63.000 m³ Fassungsvermögen dient neben ihrer Deltafunktion auch als Hochwasserschutzraum. Fortan wird der etwa 400 m lange Mündungsbereich von Flussschlingen, -verzweigungen und -inseln sowie kleinen Stillgewässern bestimmt. Zugleich wurden Bäume und Büsche angepflanzt. Im Delta sind Amphibien, Fische, Insekten und Vögel wie die Entwicklung des Landschaftsbilds sich selbst überlassen. Die Vorgänge in diesem künstlich geschaffenen Naturschutzgebiet können von einem speziell hierfür aufgeschütteten Aussichtshügel, der sich nebst Infotafeln unterhalb des "Betriebshofs Stadtreiniger" nahe der über die Losse führenden Fuß- und Radwegbrücke befindet, beobachtet werden.

### Etymologie
Die Herkunft des Namens Losse ist umstritten, jedoch gibt es eine schöne Geschichte, die noch heute überliefert wird: Weil der Fluss bis dato namenlos war, kamen vor langer Zeit alle Bürgermeister der anliegenden Orte zusammen, um einen Namen für den Fluss zu küren. Man konnte sich jedoch trotz langer Beratungszeit nicht einigen. Einer der Ratgeber soll der Wartezeit überdrüssig ausgerufen haben: „Losse doh heissen, wie se will“ (hochdeutsch: „Lasst sie doch heißen, wie sie will“) – und so soll die Losse zu ihrem Namen gekommen sein.
Erstmals schriftlich erwähnt wurde die Losse 1246 als Lotzmane. Der Sprachwissenschaftler Albrecht Greule vermutet, dass der Name ursprünglich *Lusmana hieß und sich vom indogermanischen Desiderativ-Stamm des Verbs *leu- für „beschmutzen“ ableitet.

## Verkehr und Wandern

Logo des Lossetalradweges

Durch das Lossetal verläuft zwischen dem Kaufunger Wald und der Söhre von Hessisch Lichtenau durch Helsa und Kaufungen nach Kassel die Bundesstraße 7, welche die Bundesautobahn 7 (200 m lange Brücke) an der Grenze von Kaufungen und Kassel unterquert. Von der A 7 zweigt künftig der teils noch in der Planfeststellung, teils in Bau befindliche oder abschnittsweise fertiggestellte und in Richtung Südosten führende Teil der Bundesautobahn 44 ab. Sie soll dann – teils durch das Flusstal, auf den Gebirgsflanken oder in flussnahen Tunneln Helsa, Hirschhagen, Schulberg, Walberg verlaufend – vorbei an Kaufungen und Helsa nach Hessisch Lichtenau führen. Durch das Tal verläuft auch die Bahnstrecke Kassel–Waldkappel (auch Lossetalbahn oder Kassel-Waldkappeler Eisenbahn genannt), die entlang der Losse die zuvor genannten Ortschaften miteinander verbindet. Zu den Wanderwegen, die entlang der Losse führen oder diese kreuzen, gehören: Eder-Gelster-Weg, Franzosenstraße, Grimmsteig, Herkulesweg, Kassel-Steig, Lossetalradweg, Märchenlandweg und Riedforstweg.